# Tillandsia zacualpanensis
Tillandsia zacualpanensis là một loài thực vật có hoa trong họ Bromeliaceae. Loài này được Ehlers & Wülfingh. mô tả khoa học đầu tiên năm 2005.